# Paolo Caldarella
Paolo Caldarella (ur. 20 września 1964 w Mediolanie, zm. 27 września 1993 w Syrakuzach) – włoski piłkarz wodny, złoty medalista olimpijski z Barcelony.
Mierzący 187 cm wzrostu zawodnik brał udział w dwóch igrzyskach (IO 88, IO 92), złoto zdobywając w czasie swego drugiego startu. W dwóch turniejach zdobył 9 bramek, w tym dwie w meczu finałowym w 1992 roku. Był srebrnym (w 1986) medalistą mistrzostw świata oraz złotym (w 1993) i dwukrotnie brązowym (w 1987 i 1989) medalistą mistrzostw Europy.
Zginął w wypadku drogowym.